# Das Birkenwäldchen
Das Birkenwäldchen (auch Birkenhain) ist ein polnischer Spielfilm von Andrzej Wajda aus dem Jahre 1970. Der Film entstand nach einer Erzählung von Jarosław Iwaszkiewicz.

## Handlung
Der Film spielt in den 1920er Jahren. Weit entfernt von jeglicher Zivilisation leben in völliger Zurückgezogenheit der Waldarbeiter Bolesław und seine Tochter Ola. Nach dem Tod seiner Frau lebt Bolesław in völliger Isolation. Er lebt nur noch für seine Tochter Ola und hat einzig die Unterstützung der Hilfskraft Malina. Nur diese beiden Personen sorgen dafür, dass Bolesław nicht dem Wahnsinn verfällt. Eines Tages erhalten die drei Besuch von Bolesławs Bruder Stanisław. Stanisław kehrt nach einem langen Kuraufenthalt aus Davos in seine alte Heimat zurück. Er leidet an einer unheilbaren Tuberkulose. Den Tod vor Augen strahlt Stanisław jedoch Lebensfreude aus, die Bolesław in seiner Trauer zunächst abstößt. Stanisław erfreut sich der Natur seiner Heimat und atmet diese Natur aus vollem Herzen. Er genießt das Leben, als wäre jeder Tag der letzte Tag seines Lebens. Und dies zeigt er auch überdeutlich. Bolesław fühlt sich dadurch in seiner Trauer gestört. Der übermäßigen Lebensfreude des todgeweihten Bruders begegnet er mit immer größerer Abneigung und bemerkt dabei nicht, wie sehr ihn diese plötzliche Rivalität mit dem Bruder aus seiner eigenen Lethargie zieht. Als Stanisław dann doch stirbt und Malina ihren Geliebten Michał heiratet, entschließt sich Bolesław dazu, die Einsamkeit des Birkenwäldchens zu verlassen und ein neues Leben zu beginnen.

## Kritiken
„Ein todkranker junger Mann kehrt aus einem Sanatorium in die Heimat zu seinem Bruder zurück. Andrzej Wajdas Literaturverfilmung zeichnet die unterschiedlichen Charaktere der beiden mit ihren jeweiligen Problemen. Ein meisterliches psychologisches Kammerspiel, poetisch und voller Atmosphäre, überzeugend auch im Einbeziehen der Natur.“

## Auszeichnungen
Beim Internationalen Filmfestival Moskau 1970 erhielten Andrzej Wajda für die Regie und Daniel Olbrychski für seine Darstellung Preise.